# دومينيك مكهيل
دومينيك مكهيل (بالإنجليزية: Dominic McHale)‏ (18 يونيو 1996 في المملكة المتحدة - ) هو لاعب كرة قدم بريطاني في مركز الوسط. لعب مع نادي بارنسلي ونورثويتش فيكتوريا.

## وصلات خارجية
- دومينيك مكهيل على موقع قاعدة بيانات كرة القدم.إي يو (الإنجليزية)
- دومينيك مكهيل على موقع Soccerbase.com (لاعب) (الإنجليزية)